# Pheidole beauforti
Pheidole beauforti är en myrart som beskrevs av Carlo Emery 1911. Pheidole beauforti ingår i släktet Pheidole och familjen myror. Inga underarter finns listade i Catalogue of Life.